# Maamar Mamouni
Maâmar Mamouni est un footballeur international algérien né le 28 février 1976 à Tours en France. Il évoluait comme milieu défensif..Il compte 29 sélections en équipe nationale entre 1999 et 2005.

## Palmarès
La Louvière
- Finaliste de la Supercoupe de Belgique : 2003